# بادي بيدفورد
بادي بيدفورد (بالإنجليزية: Paddy Bedford)‏ هو رسام وفنان أسترالي، ولد في 1922، وتوفي في 14 يوليو 2007.